# Reprezentacja Lesotho w piłce nożnej mężczyzn
Reprezentacja Lesotho w piłce nożnej – narodowy zespół reprezentujący Lesotho. Od 1964 roku jest członkiem FIFA. W swojej historii nigdy nie zakwalifikowało się do Mistrzostw Świata.
Obecnym selekcjonerem kadry Lesotho jest Veselin Jelušić

## Udział wMistrzostwach Świata
- 1930 – 1966 – Nie brało udziału (było brytyjskim protektoratem)
- 1970 – Nie brało udziału
- 1974 – Nie zakwalifikowało się
- 1978 – Wycofało się z eliminacji
- 1982 – Nie zakwalifikowało się
- 1986 – 1990 – Wycofało się z eliminacji
- 1994 – 1998 – Nie brało udziału
- 2002 – 2022 – Nie zakwalifikowało się

## Udział wPucharze Narodów Afryki
- 1957 – 1965 – Nie brało udziału (było brytyjskim protektoratem)
- 1968 – 1972 – Nie brało udziału
- 1976 – Nie zakwalifikowało się
- 1978 – Nie brało udziału
- 1980 – 1982 – Nie zakwalifikowało się
- 1984 – Wycofało się z eliminacji
- 1986 – Nie brało udziału
- 1988 – Wycofało się z eliminacji
- 1990 – 1992 – Nie brało udziału
- 1994 – Nie zakwalifikowało się
- 1996 – Wycofało się w trakcie eliminacji
- 1998 – Dyskwalifikacja[2]
- 2000 – 2023 – Nie zakwalifikowało się